# Börje Strandvall
Börje Johannes Strandvall (ur. 22 stycznia 1909 w Kronoby, zm. 20 lipca 1987 w Jakobstad) – fiński lekkoatleta specjalizujący się w biegach sprinterskich, uczestnik igrzysk olimpijskich i mistrzostw Europy.
Strandvall wziął udział w igrzyskach olimpijskich dwukrotnie. Po raz pierwszy podczas X Letnich Igrzysk Olimpijskich w 1932 roku w Los Angeles. W biegu na 400 metrów Fin doszedł do fazy półfinałowej, gdzie z czasem 48,4 sekundy zajął czwarte miejsce w swoim półfinale. Do awansu do biegu finałowego zabrakło mu 0,2 sekundy. Cztery lata późnej podczas XI Letnich Igrzyskach Olimpijskich w 1936 roku w Berlinie, Strandvall wystartował w dwóch konkurencjach. W biegu na 400 metrów odpadł w ćwierćfinale, który zakończył z czasem 49,9 sekundy. Także w ćwierćfinale zakończył się jego udział w rywalizacji na 200 metrów.
Strandvall reprezentował Republikę Finlandii podczas I Mistrzostw Europy w Turynie w 1934 roku. Na dystansie 400 metrów zajął trzecie miejsce w swoim biegu eliminacyjnym z czasem 49,2 sekundy, co oznaczało dla niego koniec rywalizacji.
Fin reprezentował barwy klubów Helsingfors IFK i Gamlakarleby Idrottsförening.

## Rekordy życiowe
- bieg na 200 metrów - 21,8 (1933)
- bieg na 400 metrów – 48,1 (1933)